# Rừng Vincennes

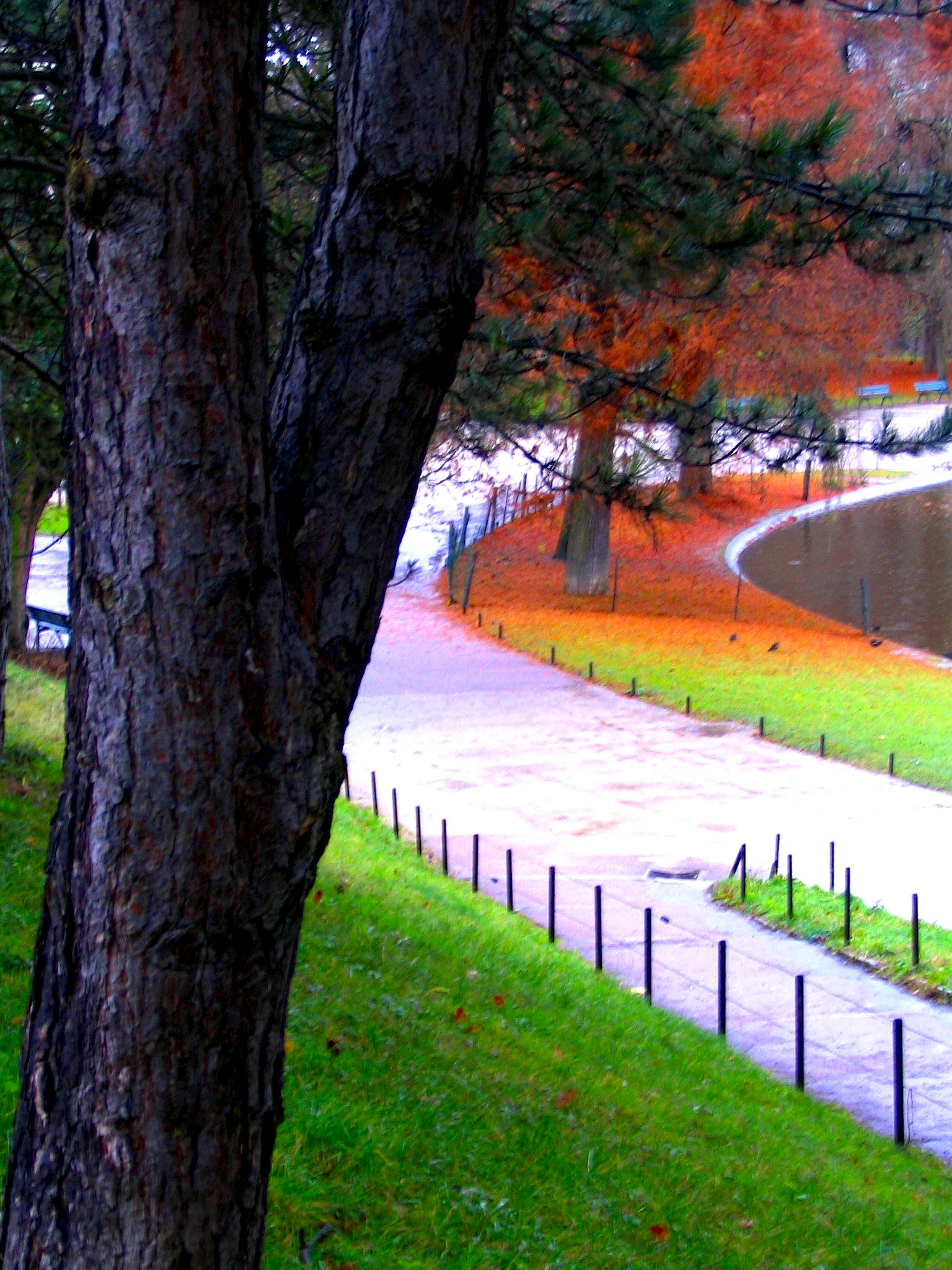
Bên bờ hồ Saint-Mandé

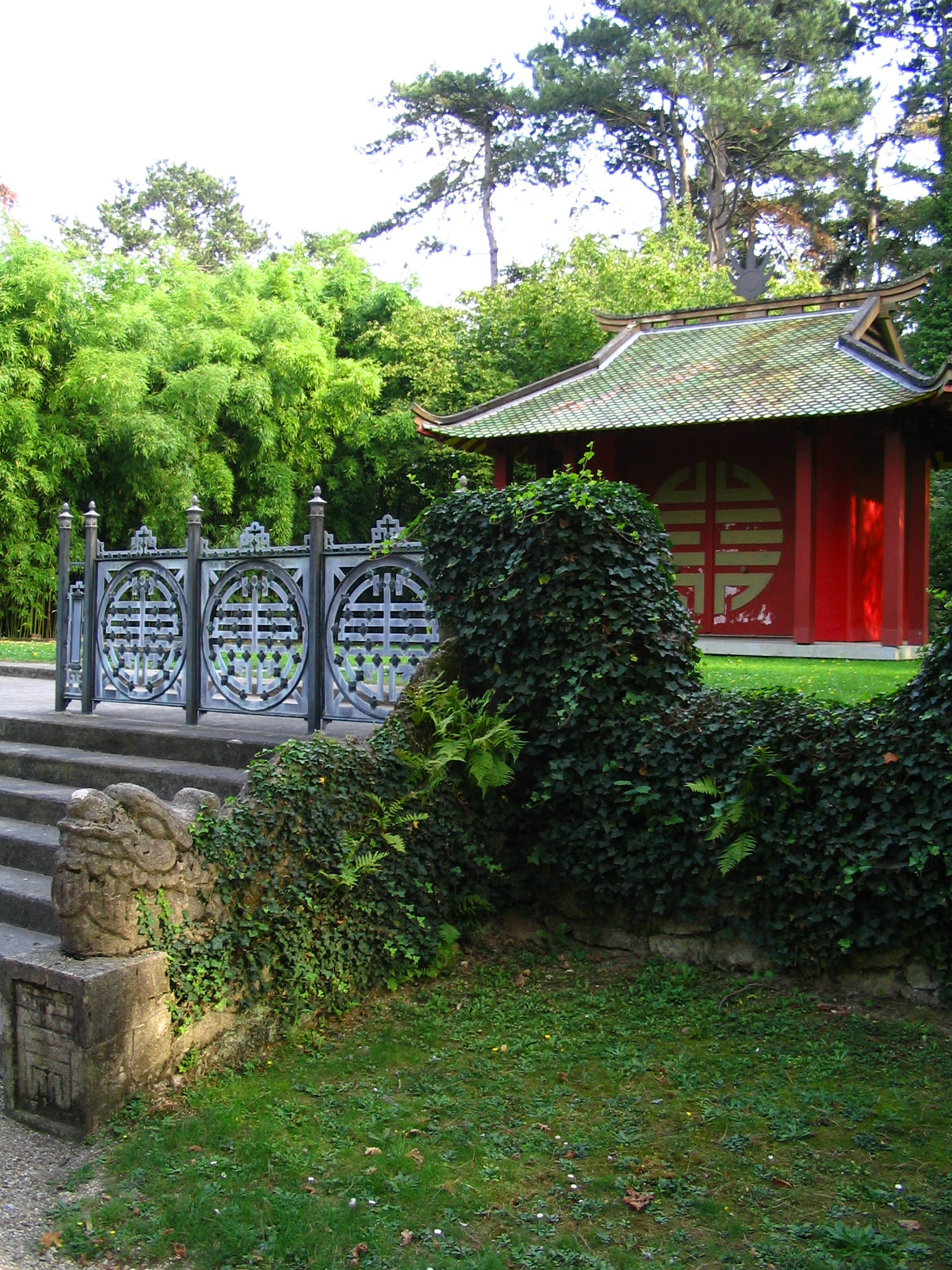
Phương đình xây trên nền cũ của Đền tử sĩ lính Đông Dương trong Vườn nhiệt đới

Rừng Vincennes là một khu rừng nằm ở phía đông Paris, thuộc quận 12. Với diện tích 995 hecta, đây là không gian xanh rộng nhất thành phố.
Khác với nhiều người lầm tưởng, tên khu rừng này không xuất phát từ xã Vincennes nằm ở phía bắc của nó. Ngược lại, địa danh của xã lấy từ tên khu rừng khi được thiết lập sau Cách mạng Pháp.

## Rừng Vincennes

Bois de Vincennes

Trong rừng Vincennes còn có một số hồ và các công trình:
- Hồ Gravelle phía đông nam
- Hồ Minimes phía đông bắc, gồm hai đảo nhỏ
- Hồ Saint-Mandé phía tây bắc
- Hồ Daumesnil, lớn nhất gồm hai đảo Reuilly và Bercy. Cạnh hồ còn có chùa Vincennes.

Ngoài ra trong rừng Vincennes còn có:
- Trường đua ngựa Vincennes
- Một trung tâm cho môn thể thao cưỡi ngựa
- Lâu đài Vincennes
- Trường Breuil về nghề làm vườn
- Trang trại Georges-Ville
- Viện thể thao và giáo dục thể chất quốc gia INSEP
- Một vườn nhiệt đới
- Một công viên hoa
- Vườn thú Vincennes
- Đồn Gravelle
- Chùa Vincennes
- Xưởng sản xuất đạn Vincennes
- Trường đua xe đạp Jacques-Anquetil